# De Benoist

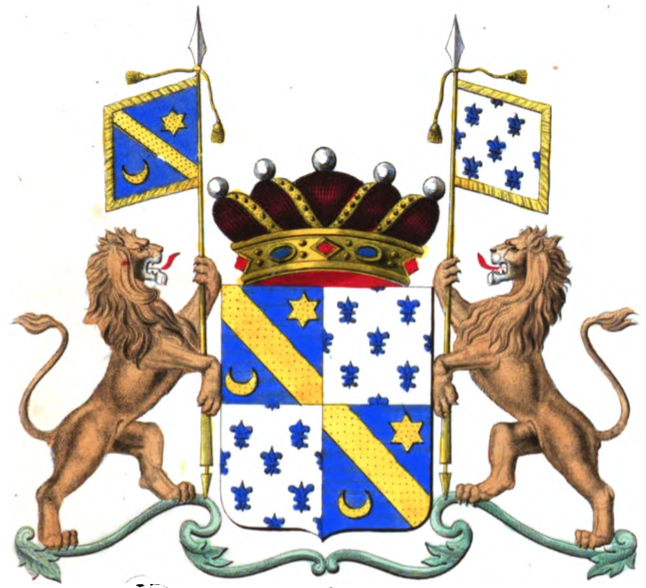
Wapen van de familie de Benoist de Gentissart

Wapenschild van de Franse familie Benoist en de Benoist

De Benoist (ook: De Benoist de Gentissart) is een sinds 1778 adellijke familie waarvan leden sinds 1822 tot de Belgische adel behoren.

## Geschiedenis
De bewezen stamreeks begint met Jacques-Philippe Benoist die in 1576 trouwde en daarmee voor het eerst wordt vermeld. In 1778 verleende keizerin Maria Theresia Charles Eugène Marie de Benoist (1741-1804) de titel van baron, overdraagbaar bij eerstgeboorte. Hij was al bijna twintig jaar overleden toen hem postuum erkenning in de erfelijke adel werd verleend onder het Verenigd Koninkrijk der Nederlanden. Dit gebeurde ten gunste van de vijf nog levende kinderen. Op de lijst van adelserkenningen staat Charles ingeschreven onder de naam de Benoist de Gentissart. De oudste zoon Louis kreeg de titel baron, overdraagbaar bij eerstgeboorte, maar hij overleed ongehuwd waardoor de baronnentitel voor dit geslacht met hem verloren ging.
Charles Eugène Marie de Benoist (Condé-sur-l'Escaut, 6 april 1741 - Doornik, 25 november 1804) was een zoon van Philippe-Eugène Benoist, heer van Erquennes, en van Marie-Marguerite Duez. Hij trouwde met Marie-Louise Visart de Bocarmé (1737-1770), dochter van Louis Visart, graaf van Bury en Bocarmé, met wie hij een zoon had. Hij hertrouwde in 1779 met Isabelle de Wulf (1750-1825), met wie hij vier zoons en drie dochters had. Slechts een van de acht kinderen, Henri de Benoist, zorgde voor nakomelingen.
Anno 2017 leefden er nog 67 mannelijke telgen, geen van allen in België en de laatste geboren in 2013.

## Henri de Benoist en afstammelingen

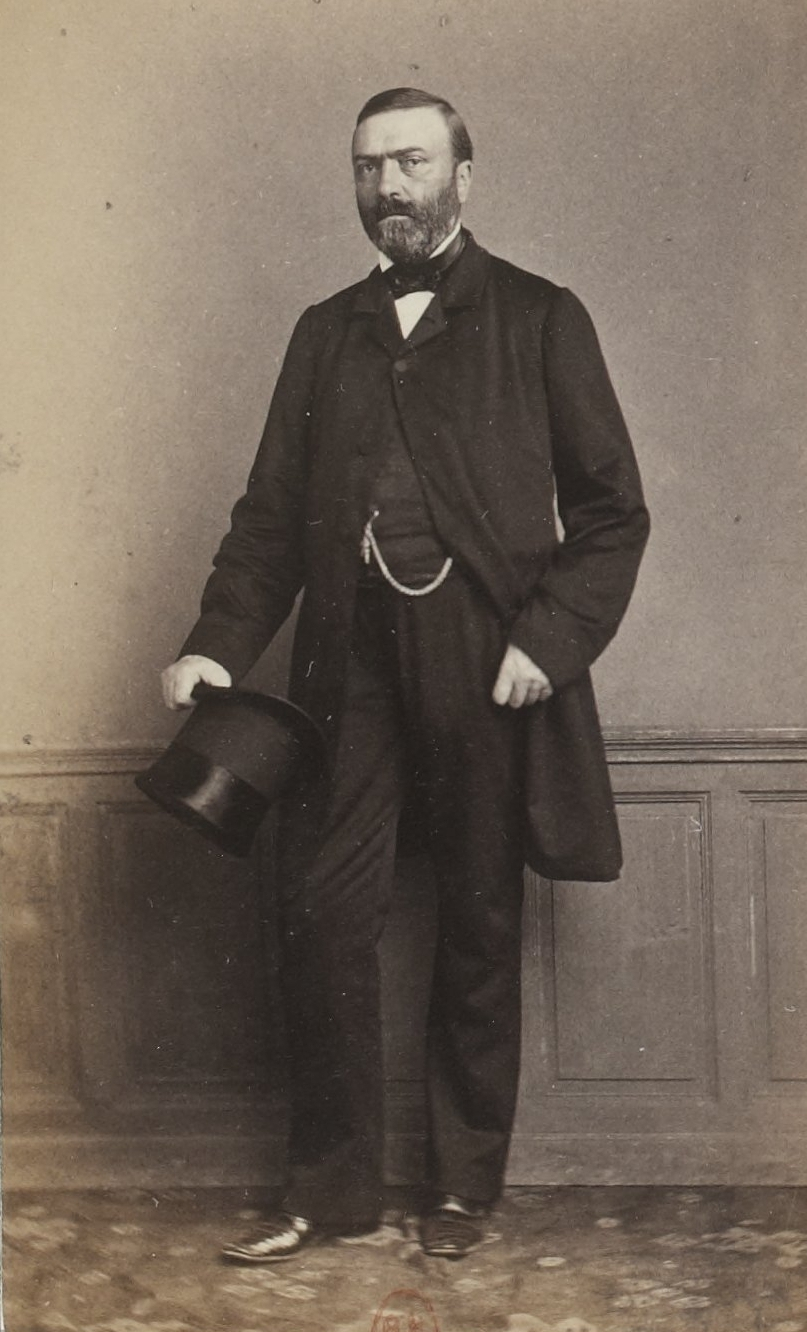
Frans volksvertegenwoordiger Victor-Louis de Benoist

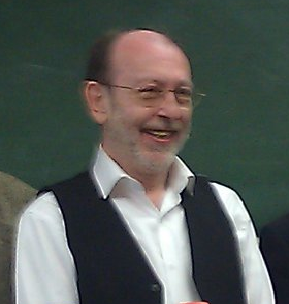
Alain de Benoist in 2012, tijdens deelname aan een bijeenkomst van de Deltastichting in Antwerpen

- Henri Ghislain Adrien de Benoist (1787-1829) bekwam de Franse nationaliteit. Nochtans bleef de hele familie, tot heden, tot de Belgische adel behoren. Hij werd inspecteur van Waters en Bossen voor het arrondissement Verdun. In 1808 trouwde hij met Esther Le Demour d'Ivory (1789-1876).
  - Victor-Louis de Benoist (1813-1896) was Frans volksvertegenwoordiger van 1852 tot 1870 voor het departement van de Meuse. Hij trouwde met Ursule de Billaut (1817-1901). Ze hadden zeven kinderen, onder wie zes zoons die voor nageslacht zorgden.
    - Henri de Benoist (1839-1899) werd divisiegeneraal en trouwde met Madeleine Durand de Villers (1849-1936). Ze kregen vier dochters, van wie slechts de jongste trouwde. Deze familietak doofde derhalve uit.
    - Louis de Benoist (1840-1916) werd onderprefect in Sainte-Menehould. Hij trouwde met Gennu Gaultier (1845-1924). Hun twee zoons werden kolonel in het Franse leger, maar deze tak doofde eveneens uit.
    - Jules de Benoist (1842-1904) werd divisiegeneraal. Hij trouwde met Amélie Fraict de Morenghe (1854-1931). Ze kregen negen kinderen, onder wie drie zoons die voor opvolging zorgden.
      - Louis de Benoist (1882-1957) werd bestuurder van het Suezkanaal en, tijdens de Tweede Wereldoorlog, gevolmachtigd minister in Caïro voor generaal Charles de Gaulle. Hij trouwde met Lina de Montalembert d'Essé (1891-1981) en ze hadden twee kinderen, zonder verdere nazaten.
      - Eugène de Benoist (1884 - gesneuveld 1915) trouwde met Isabelle Gautier de Charnacé. Ze hadden drie kinderen.
        - Jules de Benoist (1910 - gesneuveld 1940) trouwde met Marie-Thérèse Dauger (1911-2009)
          - Ir. Henri de Benoist (1938), burgemeester en chef de famille, vader van twee dochters

        - Ghislain de Benoist (1912 - gesneuveld 1944).

      - Robert de Benoist (1890-1967) trouwde met Edith de Beaudrap (1893-1977).
        - Jean de Benoist (1917-1999), chef-inspecteur bij Air France
          - Alain de Benoist (1946), luitenant bij de Franse luchtmacht
            - Laurent de Benoist (1977)

        - Jean de Benoist (1917-1999), hoofdinspecteur Air France, trouwde met Jacqueline Blondel (°1919) en ze kregen vier kinderen, met afstammelingen tot heden.
        - Guy de Benoist (1920-2002), generaal in het Franse leger trouwde met Loïde Vivaux (°1929). Ze kregen vier kinderen, maar geen verdere mannelijke afstammelingen.

    - Albert de Benoist (1843-1923) was Frans volksvertegenwoordiger van 1901 tot 1906 voor het departement van de Meuse en onderprefect van Pamiers, maire van Thonne-lès-Prés, trouwde met Marie-Thérèse Fruict de Morenghe (1851-1909) en vervolgens met Marie-Flore de Muyssart (°1865). Hij had slechts een zoon uit het eerste huwelijk, die vroeg stierf.
    - Paul de Benoist (1844-1929), brigadegeneraal, trouwde met Elisabeth de Maillier (1846-1936).
      - Joseph de Benoist (1876 - gesneuveld 1914) trouwde met Hélène de Bailleul (1888-1936).

    - Constant de Benoist (1846-1893), maire van Ferrières bij Amiens, trouwde met Louise de Herte (1854-1936).
      - Charles de Benoist (1874-1961) trouwde met Yvonne Druet (1881-1965).
        - Alain de Benoist (1902-1971) trouwde met Odette Gigout (1906-1990) en vervolgens met Germaine Langouêt (1908-1981).
          - Alain de Benoist (°1943) trouwde met Doris Christians (°1943) en ze hebben twee zoons. De Benoist is licentiaat in de rechten en licentiaat in de wijsbegeerte en letteren. Hij is een bekend politiek filosoof.

  - Alexandre de Benoist (1815-1903) was maire van Quétigny (Côte-d'Or). Hij trouwde met Elisabeth Seguin de Broin (1822-1858) en vervolgens met Louise Hiestand (1822-1905). Ze hadden zes kinderen.
    - Emmanuel de Benoist (1844-1910) trouwde met Martine Bachey-Deslandes (1848-1936). Ze hadden vier kinderen, zonder verdere afstammelingen.
    - Ernest de Benoist de Gentissart (1846-1914), controleur van belastingen, stamvader van de lijn de Benoist de Gentissart, trouwde met Christine Le Duc (1849-1930).
      - Aymé de Benoist de Gentissart (1878-1940) trouwde met Renée Triboudet de Mainbray (1881-1935). Ze kregen vier kinderen, met afstammelingen tot heden.

  - Henri de Benoist (1827-1911), inspecteur van bossen, maire van Dugny, trouwde met Julienne de Marguerye (1832-1864). Ze kregen vier kinderen, maar zonder verdere afstammelingen.